# Muzeum Motocykli „Moto Strefa WueSKi” w Świdniku
Muzeum Motocykli „Moto Strefa WueSKi” w Świdniku – muzeum położone w Świdniku. Placówka działa w ramach świdnickiego Miejskiego Ośrodka Kultury, w pomieszczeniach dawnego Gimnazjum nr 2.
Muzeum otwarto w maju 2010 roku, a inicjatorem jego powstania był Grzegorz Doroba - miłośnik motocykli. Na muzealną kolekcję składają się przede wszystkim pojazdy, wyprodukowane przez Wytwórnię Sprzętu Komunikacyjnego Świdnik. Aktualnie w zbiorach znajdują się 23 maszyny, z czego 16 zostało przekazane przez zakład, a reszta pochodzi od prywatnych kolekcjonerów. Wśród eksponatów znajdują się m.in. pierwszy egzemplarz, wyprodukowany w 1954 roku oraz egzemplarz dwumilionowy a także motocykl, na którym krakowski student Marek Michel objechał świat w latach 70. XX wieku. Pokazane są również prototypy: „Sarenka” III oraz M19 „Kos” I. Ekspozycje uzupełniają dawne dokumenty, foldery, kalendarze, plakaty oraz zdjęcia zawodników klubu FKS Avia Świdnik.
Muzeum jest obiektem całorocznym, czynne w dni robocze.